# Tiburtina Valley
La Tiburtina Valley è un distretto industriale che sorge a Roma, lungo la Via Tiburtina, oltrepassando il Grande Raccordo Anulare, fino a Settecamini, estendendosi per un'area di 72 ettari.

## Storia
La zona della Tiburtina Valley sin dagli anni quaranta era sempre stata contraddistinta dalla presenza di stabilimenti industriali, che aumentano ulteriormente a cavallo tra gli anni sessanta e gli anni settanta. È dal 1980 che, a seguito della crisi della produzione industriale, si riconverte nella realizzazione di prodotti di alta tecnologia (satelliti per le telecomunicazioni, componenti avionici, radar, microchip), in particolare destinati al settore dell'aerospazio e dell'elettronica, grazie alla vicinanza con il Centro europeo per l'osservazione della Terra a Frascati; per queste ragioni, il nome è stato preso in prestito dall'americana Silicon Valley.
Negli anni novanta raggiunge il periodo di massimo splendore, al punto da rendere Roma la terza città italiana dopo Milano e Torino per numero di addetti nel settore industriale. Solo nell'elettronica si parlava di 600 imprese con un giro d'affari di 2.300 miliardi di lire e 15.000 addetti, che salgono a 20.000 e più di 220.000 addetti se ci spingiamo fino a Laurentina e Pomezia, aprendoci a tutti i comparti produttivi (dati del 1989): nel 1993, si contano 320.000 operai e 15.000 aziende.
Tra gli altri, erano presenti Elt-Elettronica, Sistel, Rheinmetall, Finsiel, Selenia, Telespazio, MBDA, Vitrociset, Alcatel.
Gli anni a venire non sono dei più facili, a causa della contrazione della domanda dei sistemi d'arma, core business della Tiburtina Valley.
La ripresa avviene nel 2003 quando la Regione insedia nell'area il Tecnopolo Tiburtino, hub di coordinamento per le imprese presenti ed incubatore per quelle future; secondo la Camera di Commercio di Roma, il 12 % delle imprese italiane ICT avevano qui sede e il Lazio ospitava un quinto dei 150.000 ricercatori italiani.
Nel 2007, la crisi mondiale e quindi i mutati assetti economici e industriali hanno comportato un ridimensionamento notevole della produzione e dell'occupazione. Inoltre, il Tecnopolo è un'area scarsamente accessibile a livello di logistica e mobilità: il raddoppio della Tiburtina è ancora in corso, nonostante i cantieri siano stati aperti nel 2006, ma interrotti a causa delle difficoltà economiche del costruttore Tecnis. Inoltre, non è presente una fermata della metropolitana nelle vicinanze e i mezzi pubblici non sono ritenuti adeguati.
Al 2018, nelle due aree del Tecnopolo, Via Tiburtina e Castel Romano, sono presenti 150 aziende con 2.500 occupati, sempre attive nel settore hi-tech, con investimenti della Regione Lazio per incentivare iniziative di venture capital e creazione di startup.